# Rebecca Brandewyne
Rebecca Brandewyne (Knoxville, Tennessee, 4 de marzo de 1955) es una novelista estadounidense. Las novelas de Brandewyne han sido publicadas en múltiples idiomas en 60 países.

## Biografía
Nacida como Mary Rebecca Wadsworth el 4 de marzo de 1955 en Knoxville, Tennessee, Brandewyne se crio en Kansas. Se casó con Gary Brock, con el que tiene un hijo, Shane Brock. Más tarde se casó con el británico John Cox, divorciándose años más tarde. En la actualidad vive con su hijo. Brandewyne tiene una licenciatura en periodismo y una maestría en comunicación.
Brandewyne ha escrito cerca de treinta libros consecutivos en las listas de best-sellers. Ha ganado una gran cantidad de premios de las publicaciones especializadas Affaire de Coeur y Romantic Times.

## Obra

### Novelas
- No Gentle Love (1980)
- Forever My Love (1982)
- Love, Cherish me (1983)
- Rose of Rapture (1984)
- The Outlaw Hearts (1986)
- Desire in Disguise (1987)
- Heartland (1990)
- Rainbow's End (1991)
- Desperado (1992)
- Swan Road (1994)
- The Jacaranda Tree (1995)
- Wildcat (1995)
- Dust Devil (1996)
- Presumed Guilty (1996)
- Hired Husband (1996)
- Glory Seekers (1997)
- The Lioness Tamer (1998)
- High Stakes (1999)
- Destiny's Daughter (2001)
- The Love Knot (2003)
- To Die For (2003)
- The Ninefold Key (2004)
- The Crystal Rose (2006)
- From the Mists of Wolf Creek (2009)